# なえなえ
なえなえ（9月18日生）は、日本の原画家、イラストレーター。
美少女ゲーム原画家としてデビュー。漫画・雑誌イラスト・ライトノベル挿絵・NFTアートクリエーター・グッズイラストなど幅広く活動している。

## 作品

### PCゲーム
- トラベリングスターズ-Traveling Stars- (HOOKSOFT(HOOK)) [1]
- わんにゃん☆アラモード! ～どっちにするの? わんにゃんHなカフェ事情!～ (SkyFish poco) [2]
- 恋は夢見る妄烈ガール! (Chelseasoft)
- らぶらぶシスターズ ～花嫁＆姉妹達とのドキドキハーレム生活～ (株式会社ぺんしる) [3]
- BLADE×BULLET 金輪のソレイユ (SkyFish) [4]
- 星降る夜のファルネーゼ (ミィティ)
- Suite Life (Chelseasoft)
- こねこねこねこ (SkyFish poco) [5]
- きゃんきゃんバニープルミエール3 (カクテル・ソフト)[6]
- らぶこみゅ (ましゅまろそふと) [7]
- ちんかもツインズ! ～ふたごの妹たちに懐かれてるのはわかってたけどまさか恋愛感情に変わるなんて思ってなかった件～ (milimili:AMUSE CRAFT EROTICA) [8]
- 甘やかせカノジョのいる生活 ～一途な銀髪美少女は好きですか？～ (monoceros+) [9]
- ちんかもツインズ! 2 〜夏だ! 海だ! ふたごの妹おっぱい対決だ!〜 (milimili:AMUSE CRAFT EROTICA) [8]

### コンシューマーゲーム
- トラベリングスターズ -Traveling Stars- (HOOKSOFT(HOOK))[10]

### ライトノベル
- ラブコメの神様なのに俺のラブコメを邪魔するの？ (MF文庫J/著者：三月みどり)[11]

### 書籍・雑誌掲載
- 電撃萌王(KADOKAWA)
- E☆2(アールビバン株式会社)
- AILU(有限会社アイデアベイス)

### 連載
- メロンブックス月刊うりぼうざっか(株式会社メロンブックス/2017∼現在)
- げっちゅブログ「Girlsパジャマパーティ」(株式会社ハブロッツ/2018)

## 出演イベント
- PCゲーム「わんにゃんアラモード」発売記念/サイン会

会場：ソフマップアミューズメント館
- PCゲーム「星降る夜のファルネーゼ」宣伝ニコ生/ゲスト出演

チャンネル：キャララBSステーション
- Thank♡chu祭∼「ありがとう」って伝えたい∼/サイン会

会場：秋葉原ハンドレッドスクエア倶楽部
- PCゲーム「ちんかもツインズ」トークショー/ゲスト出演

会場： barHONEST
- ゆき恵&なえなえオンリーショップ/サイン会

会場：メロンブックス秋葉原1号店